# Vietnam Inc.
Vietnam Inc. là một cuốn sách ảnh được làm và xuất bản bởi Philip Jones Griffiths vào năm 1971. Cuốn sách ảnh bao gồm 266 bức ảnh đen trắng về cuộc chiến tranh Việt Nam, nó được thực hiện trong vòng 3 năm. Nó đã được tái bản năm 2001 với lời tựa của Noam Chomsky.